# Higginsport, Ohio
Higginsport là một làng thuộc quận Brown, tiểu bang Ohio, Hoa Kỳ. Năm 2010, dân số của làng này là 251 người.

## Dân số
- Dân số năm 2000: 291 người.
- Dân số năm 2010: 251 người.